# دينو لوبيز
دينو لوبيز (13 يناير 1969 في جامايكا - ) هو لاعب كرة قدم كندي في مركز الدفاع. شارك مع منتخب كندا لكرة القدم. أما مع النوادي، فقد لعب مع إمباكت مونتريال وMilwaukee Rampage ‏ وBuffalo Blizzard ‏ وDurham Storm ‏ وNova Scotia Clippers ‏ وToronto Rockets (soccer) ‏ وToronto Shooting Stars ‏.

## وصلات خارجية
- دينو لوبيز على موقع قاعدة بيانات كرة القدم.إي يو (الإنجليزية)
- دينو لوبيز على موقع ناشيونال فوتبول تيمز (الإنجليزية)